# Menduh Thaçi

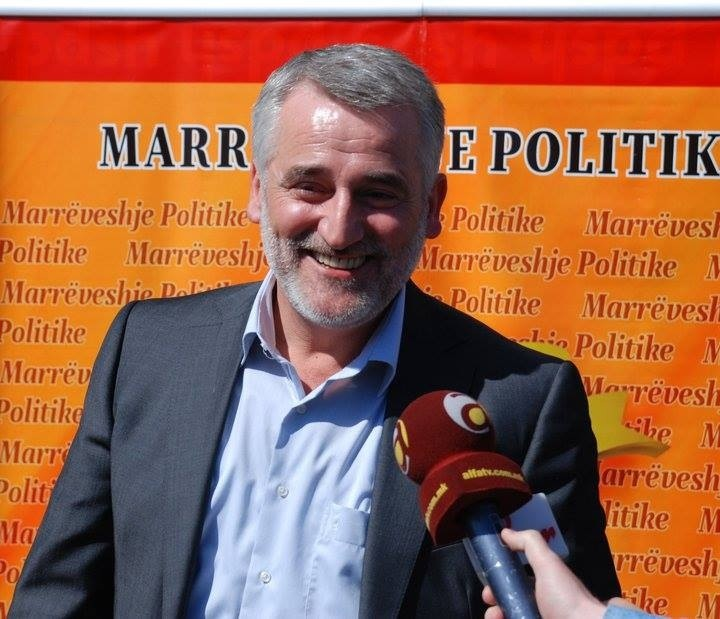
Menduh Thaçi (2014)

Menduh Thaçi (* 3. März 1965 in Tetovo) ist ein albanischer Politiker in Nordmazedonien.
Thaçi absolvierte seine Studien an der Universität Pristina und startete seine politische Karriere als Vize-Präsident der Partei für Demokratische Prosperität der Albaner (PDPA), welche 1997 mit der Demokratischen Volkspartei zur Albanischen Demokratischen Partei (ADP) fusionierte. Er wurde 2007 dessen Vorsitzender.
Die PDPA entstand 1994 durch die Fraktionierung einiger Parteigänger der Partei für Demokratische Prosperität.